# Carex chillanensis
Carex chillanensis là một loài thực vật có hoa trong họ Cói. Loài này được Phil. mô tả khoa học đầu tiên năm 1862.